# Dissolução fracionada
Dissolução fracionada é um método de processo de separação para separar misturas heterogêneas de dois ou mais sólidos, quando apenas um dos componentes se dissolve em um dado solvente. Pois, assim, o líquido dissolve esse componente e, por filtração, separa-se o outro componente. A seguir, através de uma evaporação do líquido usado, recupera-se o componente solúvel.

## Exemplo
Um bom exemplo para esse processo seria sal + areia + água, pois o sal se dissolve na água, e a areia não. Depois, o sal + água faria com que o sal se separasse da areia, com o sal sendo dissolvido pela água, seria feito a dissolução fracionada, e assim, para recuperar o componente solúvel (no caso o sal) fazemos uma evaporação do líquido usado.

## Separação
É um método  de processo de separação de misturas heterogêneas de dois ou mais sólidos, quando apenas um dos componentes se dissolve em um dado solvente.Pois, assim, o liquido dissolve esse componente e, por filtração, separa-se o outro componente. A seguir, através de uma evaporação do líquido usado, recupera-se o componente solúvel.

## Tipo de mistura
Assim, de uma forma geral, a dissolução fracionada é utilizada em uma mistura formada por sólidos, ou por um sólido e um líquido, em que um de seus componentes (sólido ou líquido) é solúvel em determinado solvente. ... Como apenas o cloreto de sódio dissolve-se em água, dizemos que ocorreu uma dissolução fracionada.